# Esk (fiume East Lothian)
L'Esk (inglese: River Esk, brittonic: Isca (acqua), gaelico scozzese Easg (acqua)), indicato anche come Lothian Esk, è un fiume che scorre tra i territori del Midlothian e l'East Lothian, in Scozia, Regno Unito.
Il suo corso si sviluppa inizialmente come due fiumi separati: il North Esk e il South Esk.

## Percorso
Il North Esk nasce nel North Esk Reservoir, nelle Pentland Hills, Midlothian, 1 miglio (1,6 km) a nord del villaggio di Carlops. Scorre poi in direzione nordest oltre Penicuik, Auchendinny, attraverso Roslin Glen e la Penicuik–Dalkeith Walkway, passato l'Hawthornden Castle, Polton, Lasswade e il Melville Castle.
Il South Esk nasce all'estremità più meridionale del Midlothian, sulle pendici occidentali di Blackhope Scar (con i suoi 651 m la maggiore elevazione delle Moorfoot Hills). Scorre a nord attraverso il Gladhouse Reservoir e il Rosebery Reservoir, e attraverso il villaggio di Temple, prima di ricevere il Redside Burn vicino ad Arniston House. Dopo essersi unito al Gore Water e poi dal Dalhousie Burn, appena a ovest di Newtongrange, prima di arrivare nei pressi della Newbattle Abbey e procedendo attraverso l'abitato di Dalkeith dove è presente un traversa fluviale.
I fiumi convergono circa 1,25 miglia (2,01 km) a nordest di Dalkeith, ai confini del terreno su cui sorge il Dalkeith Palace. Da qui l'Esk continua il suo corso verso nord per circa 4,3 miglia (6,9 km), rasentando Inveresk, sfociando infine nel Firth of Forth a Musselburgh, East Lothian.

## Galleria d'immagini

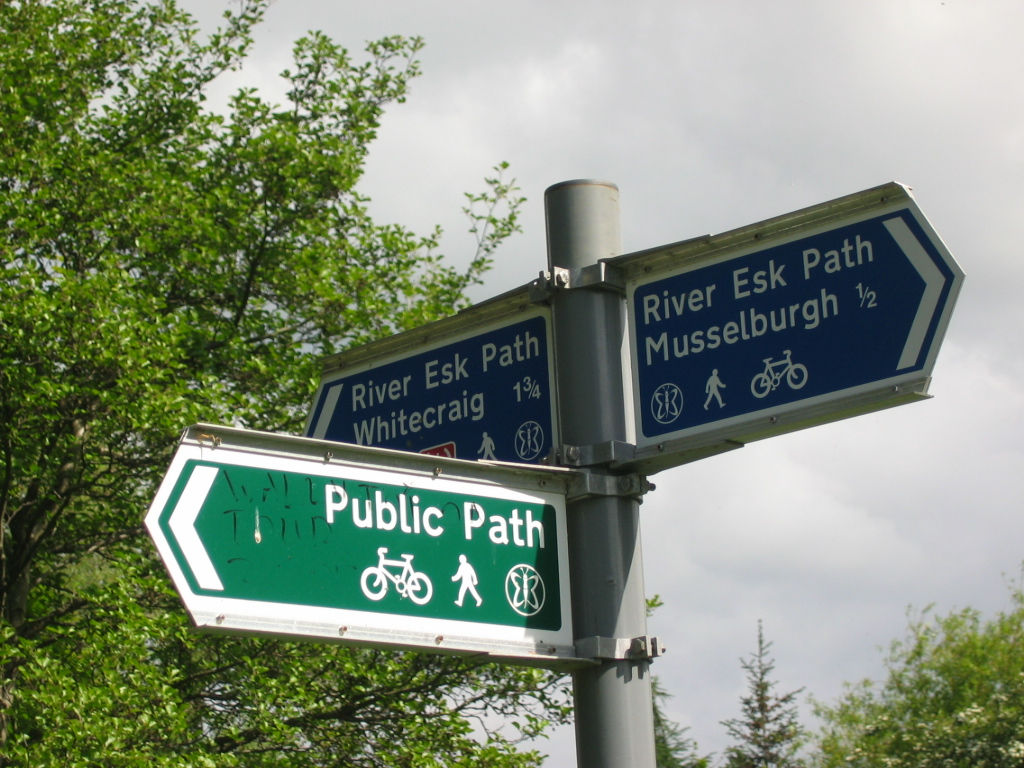
River Esk, segnaletica
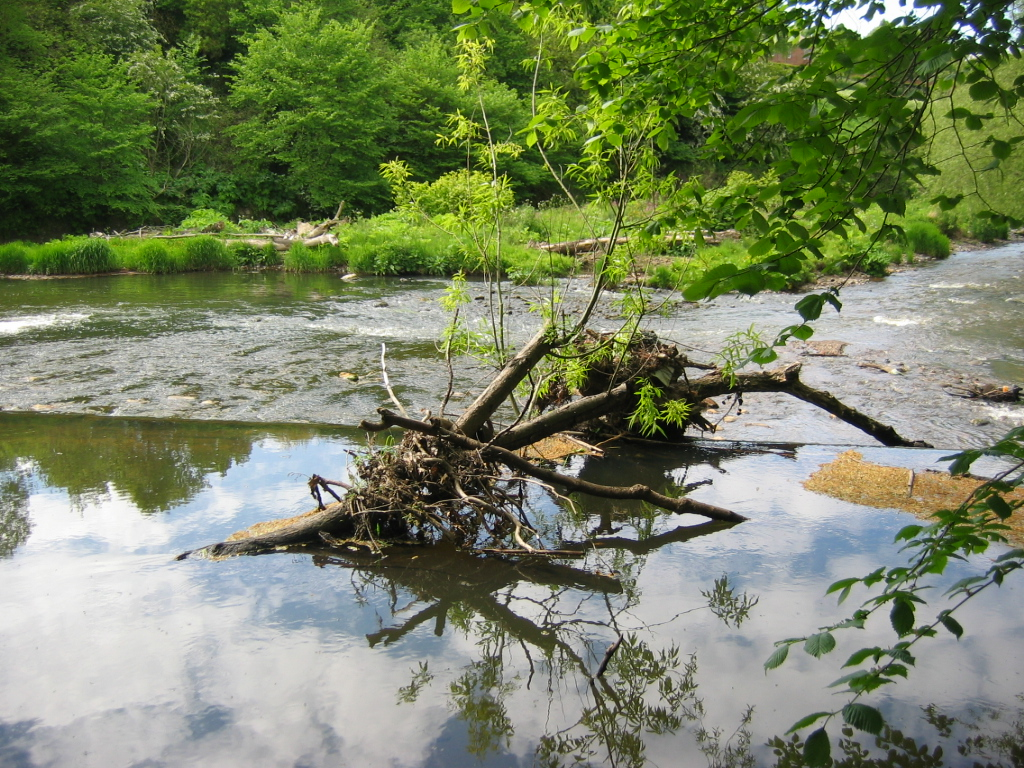
traversa fluviale
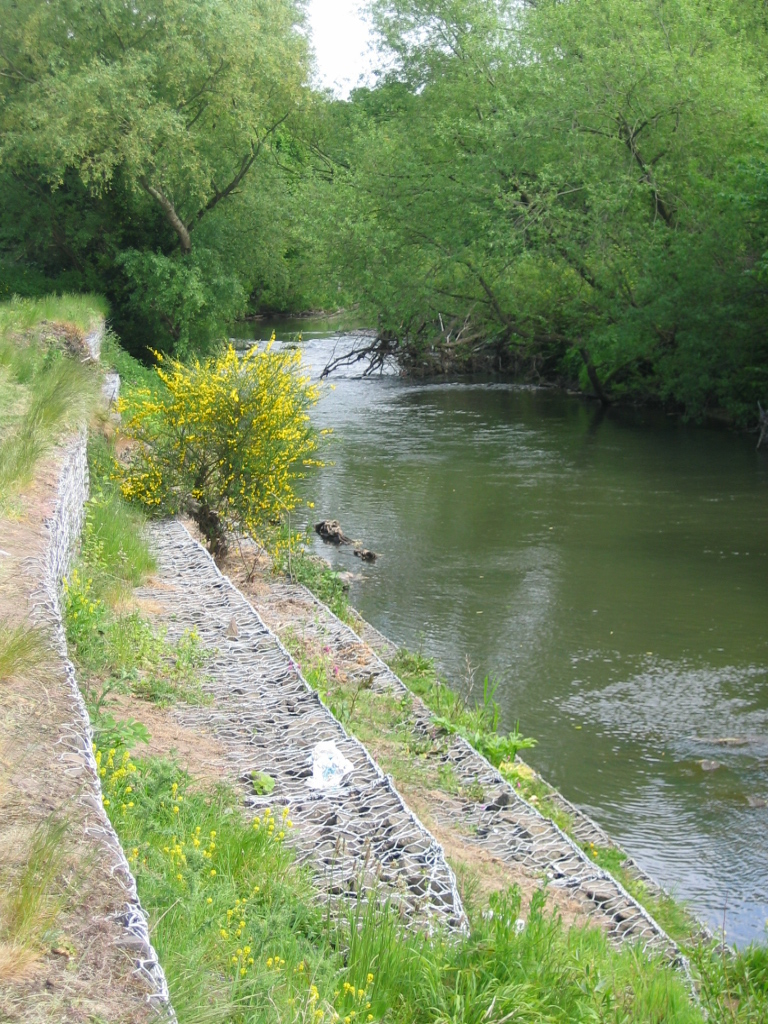
Opere di prevenzione dell'erosione arginale
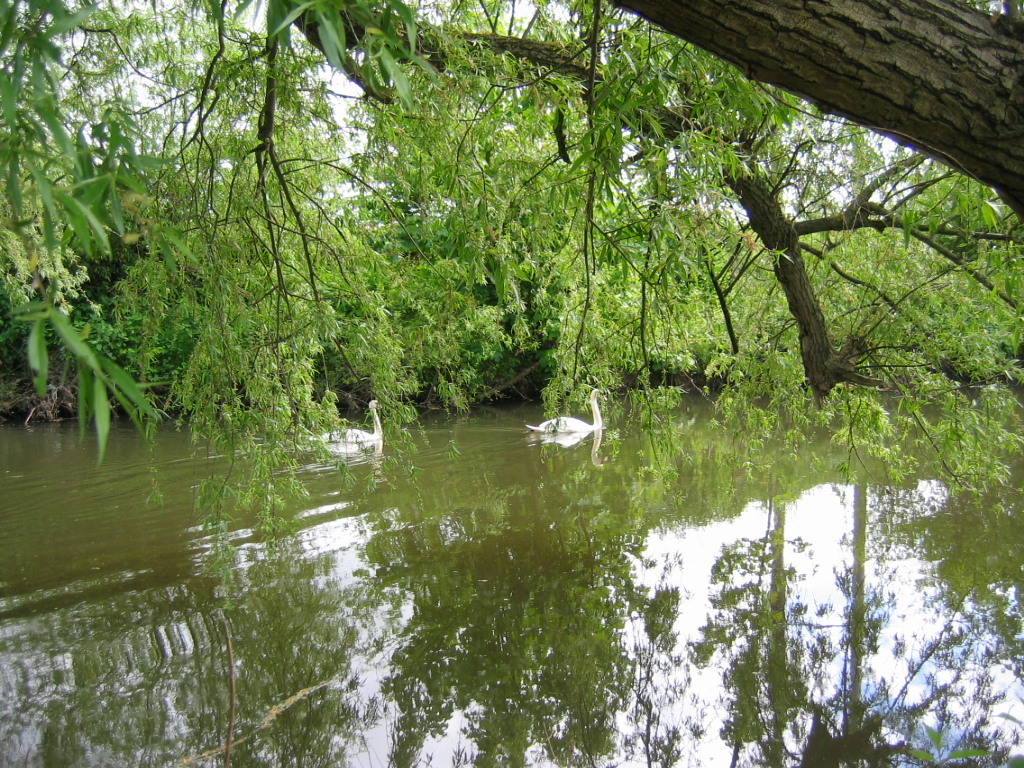
Cigni sulle sponde del fiume
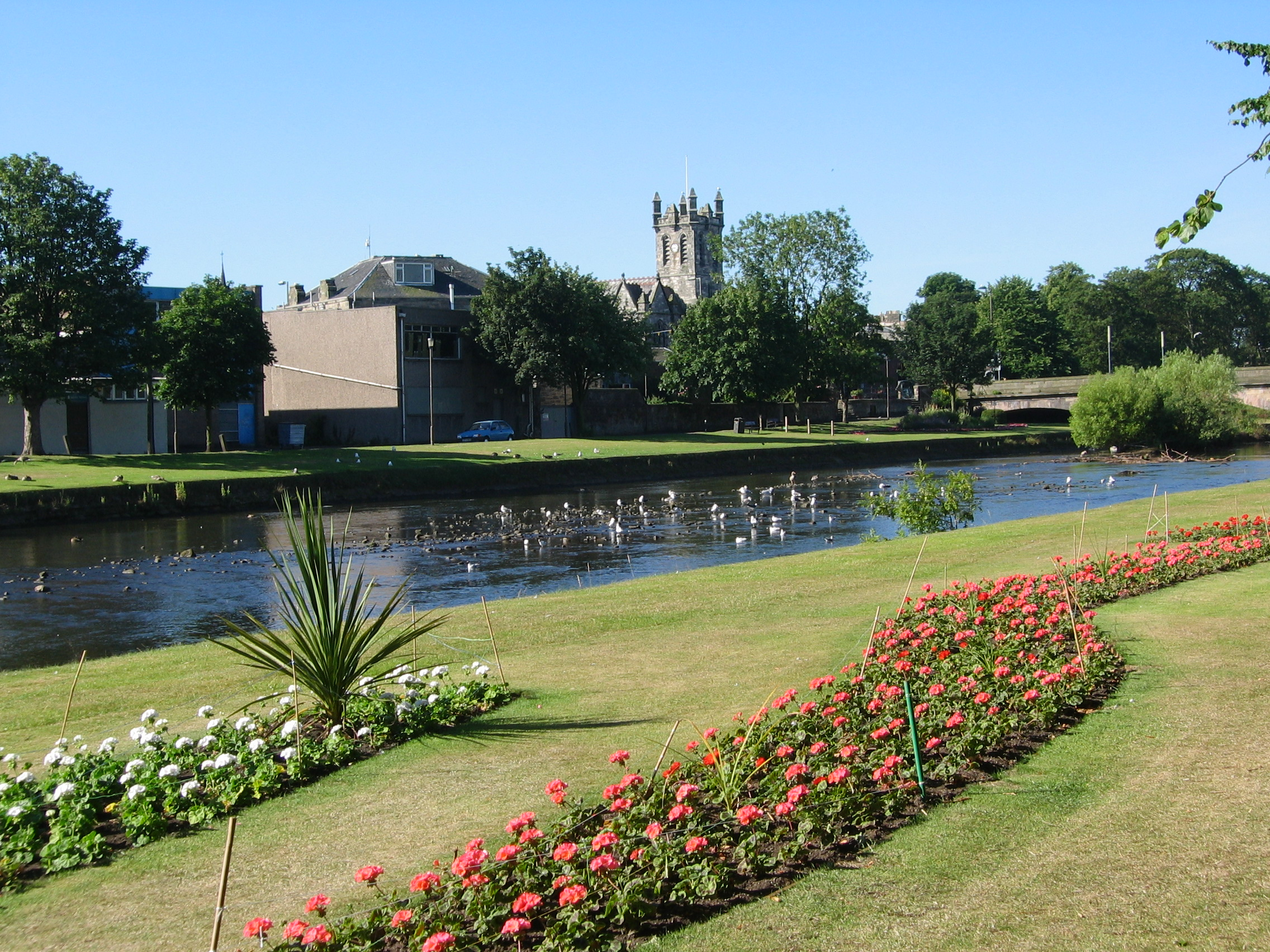
L'Esk a Musselburgh
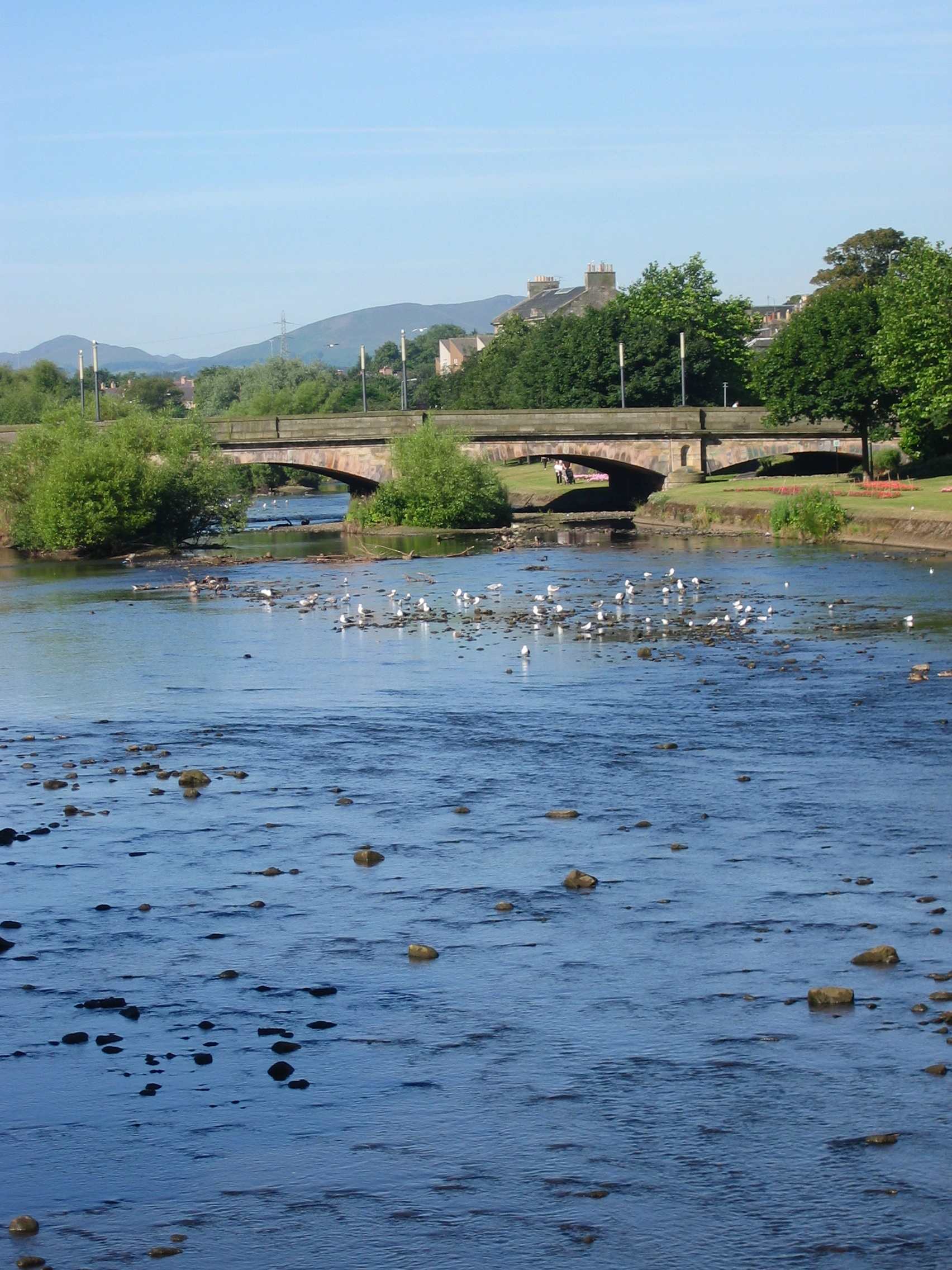
Il New Bridge a Musselburgh